# Harald Grønningen
Harald Grønningen (* 9. Oktober 1934 in Lensvik; † 26. August 2016 in Lensvik) war ein norwegischer Skilangläufer.

## Werdegang
Grønningen errang bei den nordischen Skiweltmeisterschaften 1958 in Lahti den 21. Platz über 15 km. Bei den Olympischen Winterspielen 1960 in Squaw Valley holte er die Silbermedaille mit der Staffel. Zudem kam er dort auf den 14. Platz über 50 km und auf den 11. Rang über 15 km. Im März 1960 siegte er bei den Lahti Ski Games über 15 km. In den Jahren 1960 und 1961 gewann er beim Holmenkollen Skifestival den 15-km-Lauf. Im März 1961 triumphierte er erneut bei den Lahti Ski Games über 15 km und belegte zudem den dritten Platz über 50 km. Im selben Jahr erhielt er dafür die Holmenkollen-Medaille und wurde als Norwegens Sportler des Jahres ausgezeichnet. Bei den nordischen Skiweltmeisterschaften 1962 in Zakopane holte er die Silbermedaille über 15 km. Außerdem wurde er dort Fünfter über 50 km und jeweils Vierter über 30 km und mit der Staffel. Im März 1962 gewann er zum dritten Mal in Folge den 15-km-Lauf bei den Lahti Ski Games und errang im 50-km-Lauf den zweiten Platz.
In den Jahren 1963 und 1964 wurde Grønningen bei den Svenska Skidspelen jeweils Zweiter mit der Staffel. Bei den Olympischen Winterspielen 1964 in Innsbruck holte er über 15 km und über 30 km jeweils die Silbermedaille. Zudem gelang ihn der sechste Platz über 50 km und der vierte Rang mit der Staffel. Im Februar 1966 gewann er bei den nordischen Skiweltmeisterschaften in Oslo die Goldmedaille mit der Staffel. Zudem wurde er dort jeweils Siebter über 30 km und 50 km. Bei den Svenska Skidspelen 1967 in Falun belegte er den zweiten Platz über 30 km und den ersten Rang mit der Staffel. Bei seiner letzten Olympiateilnahme im Februar 1968 in Grenoble erzielte er über 15 km und mit der Staffel die Goldmedaille. Zudem kam er dort auf den 13. Platz über 30 km. 1968 und 1969 siegte er bei den Svenska Skidspelen wie im Vorjahr mit der Staffel und erreichte im Jahr 1970 den dritten Platz mit der Staffel. Bei den nordischen Skiweltmeisterschaften 1970 in Vysoké Tatry errang er den neunten Platz über 15 km und den vierten Platz mit der Staffel. Bei norwegischen Meisterschaften siegte er viermal über 30 km (1962, 1963, 1967, 1968), dreimal über 50 km (1961–1963) und zweimal über 15 km (1959, 1967).